# Thyasira elliptica
Thyasira elliptica är en musselart som beskrevs av Addison Emery Verrill och Katharine Jeanette Bush 1898. Thyasira elliptica ingår i släktet Thyasira och familjen Thyasiridae. Inga underarter finns listade i Catalogue of Life.